# Seznam výsledků ve finále anglického fotbalového poháru
Tento seznam obsahuje výsledky finále anglického poháru, FA Cupu.

## Finále
Až do roku 1999 měla remíza ve finále za následek opakování zápasu v jiný hrací den; od této doby se pak finále rozhodovalo ve stejný den, když po uplynutí řádné hrací doby následuje prodloužení popřípadě penaltový rozstřel. K roku 2016, se penaltovým rozstřelem rozhodovalo ve finále pouze dvakrát, a to v letech 2005 a 2006. Soutěž nebyla odehrána v průběhu první a druhé světové války, s výjimkou sezón 1914/15, kdy byla odehraná celá, a 1939/40, kdy byla soutěž přerušena po odehrání předkol.

### Klíč
| (R)      | Opakovaný zápas                                                                                                 |
| *        | Zápas dospěl do prodloužení                                                                                     |
| †        | Zápas byl rozhodnut po penaltovém rozstřelu                                                                     |
| ♦        | Vítězný tým dosáhl na Double                                                                                    |
| Kurzívou | Tým byl v aktuální sezóně v nižších anglických soutěžích (počítáno od založení The Football League v roce 1888) |

### Zápasy
| Sezóny      | Vítězové                    | Výsledek | Finalisté               | Místo konání                        | Návštěvnost |
| ----------- | --------------------------- | -------- | ----------------------- | ----------------------------------- | ----------- |
| 1871/72     | Wanderers                   | 1:0      | Royal Engineers         | Kennington Oval (Londýn)            | 2 000       |
| 1872/73     | Wanderers (2)               | 2:0      | Oxford University       | Lillie Bridge Grounds (Londýn)      | 3 000       |
| 1873/74     | Oxford University           | 2:0      | Royal Engineers         | Kennington Oval (Londýn)            | 2 000       |
| 1874/75     | Royal Engineers             | * 1:1 *  | Old Etonians            | Kennington Oval (Londýn)            | 2 000       |
| 1874/75 (R) | Royal Engineers             | 2:0      | Old Etonians            | Kennington Oval (Londýn)            | 3 000       |
| 1875/76     | Wanderers                   | * 1:1 *  | Old Etonians            | Kennington Oval (Londýn)            | 3 500       |
| 1875/76 (R) | Wanderers (3)               | 3:0      | Old Etonians            | Kennington Oval (Londýn)            | 1 500       |
| 1876/77     | Wanderers (4)               | 2:1      | Oxford University       | Kennington Oval (Londýn)            | 3 000       |
| 1877/78     | Wanderers (5)               | 3:1      | Royal Engineers         | Kennington Oval (Londýn)            | 4 000       |
| 1878/79     | Old Etonians                | 1:0      | Clapham Rovers          | Kennington Oval (Londýn)            | 5 000       |
| 1879/80     | Clapham Rovers              | 1:0      | Oxford University       | Kennington Oval (Londýn)            | 6 000       |
| 1880/81     | Old Carthusians             | 3:0      | Old Etonians            | Kennington Oval (Londýn)            | 4 000       |
| 1881/82     | Old Etonians (2)            | 1:0      | Blackburn Rovers        | Kennington Oval (Londýn)            | 6 500       |
| 1882/83     | Blackburn Olympic           | * 2:1 *  | Old Etonians            | Kennington Oval (Londýn)            | 8 000       |
| 1883/84     | Blackburn Rovers            | 2:1      | Queen's Park            | Kennington Oval (Londýn)            | 4 000       |
| 1884/85     | Blackburn Rovers (2)        | 2:0      | Queen's Park            | Kennington Oval (Londýn)            | 12 500      |
| 1885/86     | Blackburn Rovers            | 0:0      | West Bromwich Albion    | Kennington Oval (Londýn)            | 15 000      |
| 1885/86 (R) | Blackburn Rovers (3)        | 2:0      | West Bromwich Albion    | Racecourse Ground (Derby)           | 12 000      |
| 1886/87     | Aston Villa                 | 2:0      | West Bromwich Albion    | Kennington Oval (Londýn)            | 15 500      |
| 1887/88     | West Bromwich Albion        | 2:1      | Preston North End       | Kennington Oval (Londýn)            | 19 000      |
| 1888/89     | Preston North End ♦         | 3:0      | Wolverhampton Wanderers | Kennington Oval (Londýn)            | 22 000      |
| 1889/90     | Blackburn Rovers (4)        | 6:1      | The Wednesday           | Kennington Oval (Londýn)            | 20 000      |
| 1890/91     | Blackburn Rovers (5)        | 3:1      | Notts County            | Kennington Oval (Londýn)            | 23 000      |
| 1891/92     | West Bromwich Albion (2)    | 3:0      | Aston Villa             | Kennington Oval (Londýn)            | 32 810      |
| 1892/93     | Wolverhampton Wanderers     | 1:0      | Everton                 | Fallowfield Stadium (Manchester)    | 45 000      |
| 1893/94     | Notts County                | 4:1      | Bolton Wanderers        | Goodison Park (Liverpool)           | 37 000      |
| 1894/95     | Aston Villa (2)             | 1:0      | West Bromwich Albion    | Crystal Palace (Londýn)             | 42 560      |
| 1895/96     | The Wednesday               | 2:1      | Wolverhampton Wanderers | Crystal Palace (Londýn)             | 48 836      |
| 1896/97     | Aston Villa (3) ♦           | 3:2      | Everton                 | Crystal Palace (Londýn)             | 65 891      |
| 1897/98     | Nottingham Forest           | 3:1      | Derby County            | Crystal Palace (Londýn)             | 62 017      |
| 1898/99     | Sheffield United            | 4:1      | Derby County            | Crystal Palace (Londýn)             | 73 833      |
| 1899/00     | Bury                        | 4:0      | Southampton             | Crystal Palace (Londýn)             | 68 945      |
| 1900/01     | Tottenham Hotspur           | 2:2      | Sheffield United        | Crystal Palace (Londýn)             | 110 820     |
| 1900/01 (R) | Tottenham Hotspur           | 3:1      | Sheffield United        | Burnden Park (Bolton)               | 20 470      |
| 1901/02     | Sheffield United            | 1:1      | Southampton             | Crystal Palace (Londýn)             | 76 914      |
| 1901/02 (R) | Sheffield United (2)        | 2:1      | Southampton             | Crystal Palace (Londýn)             | 33 068      |
| 1902/03     | Bury (2)                    | 6:0      | Derby County            | Crystal Palace (Londýn)             | 63 102      |
| 1903/04     | Manchester City             | 1:0      | Bolton Wanderers        | Crystal Palace (Londýn)             | 61 374      |
| 1904/05     | Aston Villa (4)             | 2:0      | Newcastle United        | Crystal Palace (Londýn)             | 101 117     |
| 1905/06     | Everton                     | 1:0      | Newcastle United        | Crystal Palace (Londýn)             | 75 609      |
| 1906/07     | The Wednesday (2)           | 2:1      | Everton                 | Crystal Palace (Londýn)             | 84 594      |
| 1907/08     | Wolverhampton Wanderers (2) | 3:1      | Newcastle United        | Crystal Palace (Londýn)             | 74 697      |
| 1908/09     | Manchester United           | 1:0      | Bristol City            | Crystal Palace (Londýn)             | 71 401      |
| 1909/10     | Newcastle United            | 1:1      | Barnsley                | Crystal Palace (Londýn)             | 77 747      |
| 1909/10 (R) | Newcastle United            | 2:0      | Barnsley                | Goodison Park (Liverpool)           | 69 000      |
| 1910/11     | Bradford City               | 0:0      | Newcastle United        | Crystal Palace (Londýn)             | 69 068      |
| 1910/11 (R) | Bradford City               | 1:0      | Newcastle United        | Old Trafford (Manchester)           | 58 000      |
| 1911/12     | Barnsley                    | 0:0      | West Bromwich Albion    | Crystal Palace (Londýn)             | 54 556      |
| 1911/12 (R) | Barnsley                    | * 1:0 *  | West Bromwich Albion    | Bramall Lane (Sheffield)            | 38 555      |
| 1912/13     | Aston Villa (5)             | 1:0      | Sunderland              | Crystal Palace (Londýn)             | 121 919     |
| 1913/14     | Burnley                     | 1:0      | Liverpool               | Crystal Palace (Londýn)             | 72 778      |
| 1914/15     | Sheffield United (3)        | 3:0      | Chelsea                 | Old Trafford (Manchester)           | 49 557      |
| 1919/20     | Aston Villa (6)             | * 1:0 *  | Huddersfield Town       | Stamford Bridge (Londýn)            | 50 018      |
| 1920/21     | Tottenham Hotspur (2)       | 1:0      | Wolverhampton Wanderers | Stamford Bridge (Londýn)            | 72 805      |
| 1921/22     | Huddersfield Town           | 1:0      | Preston North End       | Stamford Bridge (Londýn)            | 53 000      |
| 1922/23     | Bolton Wanderers            | 2:0      | West Ham United         | Wembley Stadium (Londýn)            | 126 047     |
| 1923/24     | Newcastle United (2)        | 2:0      | Aston Villa             | Wembley Stadium (Londýn)            | 91 695      |
| 1924/25     | Sheffield United (4)        | 1:0      | Cardiff City            | Wembley Stadium (Londýn)            | 91 763      |
| 1925/26     | Bolton Wanderers (2)        | 1:0      | Manchester City         | Wembley Stadium (Londýn)            | 91 447      |
| 1926/27     | Cardiff City                | 1:0      | Arsenal                 | Wembley Stadium (Londýn)            | 91 206      |
| 1927/28     | Blackburn Rovers (6)        | 3:1      | Huddersfield Town       | Wembley Stadium (Londýn)            | 92 041      |
| 1928/29     | Bolton Wanderers (3)        | 2:0      | Portsmouth              | Wembley Stadium (Londýn)            | 92 576      |
| 1929/30     | Arsenal                     | 2:0      | Huddersfield Town       | Wembley Stadium (Londýn)            | 92 488      |
| 1930/31     | West Bromwich Albion (3)    | 2:1      | Birmingham              | Wembley Stadium (Londýn)            | 92 406      |
| 1931/32     | Newcastle United (3)        | 2:1      | Arsenal                 | Wembley Stadium (Londýn)            | 92 298      |
| 1932/33     | Everton (2)                 | 3:0      | Manchester City         | Wembley Stadium (Londýn)            | 92 950      |
| 1933/34     | Manchester City (2)         | 2:1      | Portsmouth              | Wembley Stadium (Londýn)            | 93 258      |
| 1934/35     | Sheffield Wednesday (3)     | 4:2      | West Bromwich Albion    | Wembley Stadium (Londýn)            | 93 204      |
| 1935/36     | Arsenal (2)                 | 1:0      | Sheffield United        | Wembley Stadium (Londýn)            | 93 384      |
| 1936/37     | Sunderland                  | 3:1      | Preston North End       | Wembley Stadium (Londýn)            | 93 495      |
| 1937/38     | Preston North End (2)       | * 1:0 *  | Huddersfield Town       | Wembley Stadium (Londýn)            | 93 497      |
| 1938/39     | Portsmouth                  | 4:1      | Wolverhampton Wanderers | Wembley Stadium (Londýn)            | 99 370      |
| 1945/46     | Derby County                | * 4:1 *  | Charlton Athletic       | Wembley Stadium (Londýn)            | 98 000      |
| 1946/47     | Charlton Athletic           | * 1:0 *  | Burnley                 | Wembley Stadium (Londýn)            | 99 000      |
| 1947/48     | Manchester United (2)       | 4:2      | Blackpool               | Wembley Stadium (Londýn)            | 99 000      |
| 1948/49     | Wolverhampton Wanderers (3) | 3:1      | Leicester City          | Wembley Stadium (Londýn)            | 99 500      |
| 1949/50     | Arsenal (3)                 | 2:0      | Liverpool               | Wembley Stadium (Londýn)            | 100 000     |
| 1950/51     | Newcastle United (4)        | 2:0      | Blackpool               | Wembley Stadium (Londýn)            | 100 000     |
| 1951/52     | Newcastle United (5)        | 1:0      | Arsenal                 | Wembley Stadium (Londýn)            | 100 000     |
| 1952/53     | Blackpool                   | 4:3      | Bolton Wanderers        | Wembley Stadium (Londýn)            | 100 000     |
| 1953/54     | West Bromwich Albion (4)    | 3:2      | Preston North End       | Wembley Stadium (Londýn)            | 100 000     |
| 1954/55     | Newcastle United (6)        | 3:1      | Manchester City         | Wembley Stadium (Londýn)            | 100 000     |
| 1955/56     | Manchester City (3)         | 3:1      | Birmingham City         | Wembley Stadium (Londýn)            | 100 000     |
| 1956/57     | Aston Villa (7)             | 2:1      | Manchester United       | Wembley Stadium (Londýn)            | 100 000     |
| 1957/58     | Bolton Wanderers (4)        | 2:0      | Manchester United       | Wembley Stadium (Londýn)            | 100 000     |
| 1958/59     | Nottingham Forest (2)       | 2:1      | Luton Town              | Wembley Stadium (Londýn)            | 100 000     |
| 1959/60     | Wolverhampton Wanderers (4) | 3:0      | Blackburn Rovers        | Wembley Stadium (Londýn)            | 100 000     |
| 1960/61     | Tottenham Hotspur (3) ♦     | 2:0      | Leicester City          | Wembley Stadium (Londýn)            | 100 000     |
| 1961/62     | Tottenham Hotspur (4)       | 3:1      | Burnley                 | Wembley Stadium (Londýn)            | 100 000     |
| 1962/63     | Manchester United (3)       | 3:1      | Leicester City          | Wembley Stadium (Londýn)            | 100 000     |
| 1963/64     | West Ham United             | 3:2      | Preston North End       | Wembley Stadium (Londýn)            | 100 000     |
| 1964/65     | Liverpool                   | * 2:1 *  | Leeds United            | Wembley Stadium (Londýn)            | 100 000     |
| 1965/66     | Everton (3)                 | 3:2      | Sheffield Wednesday     | Wembley Stadium (Londýn)            | 100 000     |
| 1966/67     | Tottenham Hotspur (5)       | 2:1      | Chelsea                 | Wembley Stadium (Londýn)            | 100 000     |
| 1967/68     | West Bromwich Albion (5)    | * 1:0 *  | Everton                 | Wembley Stadium (Londýn)            | 100 000     |
| 1968/69     | Manchester City (4)         | 1:0      | Leicester City          | Wembley Stadium (Londýn)            | 100 000     |
| 1969/70     | Chelsea                     | * 2:2 *  | Leeds United            | Wembley Stadium (Londýn)            | 100 000     |
| 1969/70 (R) | Chelsea                     | * 2:1 *  | Leeds United            | Old Trafford (Manchester)           | 62 078      |
| 1970/71     | Arsenal (4) ♦               | * 2:1 *  | Liverpool               | Wembley Stadium (Londýn)            | 100 000     |
| 1971/72     | Leeds United                | 1:0      | Arsenal                 | Wembley Stadium (Londýn)            | 100 000     |
| 1972/73     | Sunderland (2)              | 1:0      | Leeds United            | Wembley Stadium (Londýn)            | 100 000     |
| 1973/74     | Liverpool (2)               | 3:0      | Newcastle United        | Wembley Stadium (Londýn)            | 100 000     |
| 1974/75     | West Ham United (2)         | 2:0      | Fulham                  | Wembley Stadium (Londýn)            | 100 000     |
| 1975/76     | Southampton                 | 1:0      | Manchester United       | Wembley Stadium (Londýn)            | 100 000     |
| 1976/77     | Manchester United (4)       | 2:1      | Liverpool               | Wembley Stadium (Londýn)            | 100 000     |
| 1977/78     | Ipswich Town                | 1:0      | Arsenal                 | Wembley Stadium (Londýn)            | 100 000     |
| 1978/79     | Arsenal (5)                 | 3:2      | Manchester United       | Wembley Stadium (Londýn)            | 100 000     |
| 1979/80     | West Ham United (3)         | 1:0      | Arsenal                 | Wembley Stadium (Londýn)            | 100 000     |
| 1980/81     | Tottenham Hotspur           | * 1:1 *  | Manchester City         | Wembley Stadium (Londýn)            | 100 000     |
| 1980/81 (R) | Tottenham Hotspur (6)       | 3:2      | Manchester City         | Wembley Stadium (Londýn)            | 92 000      |
| 1981/82     | Tottenham Hotspur           | * 1:1 *  | Queens Park Rangers     | Wembley Stadium (Londýn)            | 100 000     |
| 1981/82 (R) | Tottenham Hotspur (7)       | 1:0      | Queens Park Rangers     | Wembley Stadium (Londýn)            | 90 000      |
| 1982/83     | Manchester United           | * 2:2 *  | Brighton & Hove Albion  | Wembley Stadium (Londýn)            | 100 000     |
| 1982/83 (R) | Manchester United (5)       | 4:0      | Brighton & Hove Albion  | Wembley Stadium (Londýn)            | 100 000     |
| 1983/84     | Everton (4)                 | 2:0      | Watford                 | Wembley Stadium (Londýn)            | 100 000     |
| 1984/85     | Manchester United (6)       | * 1:0 *  | Everton                 | Wembley Stadium (Londýn)            | 100 000     |
| 1985/86     | Liverpool (3) ♦             | 2:0      | Everton                 | Wembley Stadium (Londýn)            | 98 000      |
| 1986/87     | Coventry City               | * 3:2 *  | Tottenham Hotspur       | Wembley Stadium (Londýn)            | 98 000      |
| 1987/88     | Wimbledon                   | 1:0      | Liverpool               | Wembley Stadium (Londýn)            | 98 203      |
| 1988/89     | Liverpool (4)               | * 3:2 *  | Everton                 | Wembley Stadium (Londýn)            | 82 500      |
| 1989/90     | Manchester United           | * 3:3 *  | Crystal Palace          | Wembley Stadium (Londýn)            | 80 000      |
| 1989/90 (R) | Manchester United (7)       | 1:0      | Crystal Palace          | Wembley Stadium (Londýn)            | 80 000      |
| 1990/91     | Tottenham Hotspur (8)       | * 2:1 *  | Nottingham Forest       | Wembley Stadium (Londýn)            | 80 000      |
| 1991/92     | Liverpool (5)               | 2:0      | Sunderland              | Wembley Stadium (Londýn)            | 80 000      |
| 1992/93     | Arsenal                     | * 1:1 *  | Sheffield Wednesday     | Wembley Stadium (Londýn)            | 79 347      |
| 1992/93 (R) | Arsenal (6)                 | * 2:1 *  | Sheffield Wednesday     | Wembley Stadium (Londýn)            | 62 267      |
| 1993/94     | Manchester United (8) ♦     | 4:0      | Chelsea                 | Wembley Stadium (Londýn)            | 79 634      |
| 1994/95     | Everton (5)                 | 1:0      | Manchester United       | Wembley Stadium (Londýn)            | 79 592      |
| 1995/96     | Manchester United (9) ♦     | 1:0      | Liverpool               | Wembley Stadium (Londýn)            | 79 007      |
| 1996/97     | Chelsea (2)                 | 2:0      | Middlesbrough           | Wembley Stadium (Londýn)            | 79 160      |
| 1997/98     | Arsenal (7) ♦               | 1:0      | Newcastle United        | Wembley Stadium (Londýn)            | 79 183      |
| 1998/99     | Manchester United (10) ♦    | 2:0      | Newcastle United        | Wembley Stadium (Londýn)            | 79 101      |
| 1999/00     | Chelsea (3)                 | 1:0      | Aston Villa             | Wembley Stadium (Londýn)            | 78 217      |
| 2000/01     | Liverpool (6)               | 2:1      | Arsenal                 | Millennium Stadium (Cardiff, Wales) | 72 500      |
| 2001/02     | Arsenal (8) ♦               | 2:0      | Chelsea                 | Millennium Stadium (Cardiff, Wales) | 73 963      |
| 2002/03     | Arsenal (9)                 | 1:0      | Southampton             | Millennium Stadium (Cardiff, Wales) | 73 726      |
| 2003/04     | Manchester United (11)      | 3:0      | Millwall                | Millennium Stadium (Cardiff, Wales) | 71 350      |
| 2004/05     | Arsenal (10)                | † 0:0 †  | Manchester United       | Millennium Stadium (Cardiff, Wales) | 71 876      |
| 2005/06     | Liverpool (7)               | † 3:3 †  | West Ham United         | Millennium Stadium (Cardiff, Wales) | 71 140      |
| 2006/07     | Chelsea (4)                 | * 1:0 *  | Manchester United       | New Wembley Stadium (Londýn)        | 89 826      |
| 2007/08     | Portsmouth (2)              | 1:0      | Cardiff City            | New Wembley Stadium (Londýn)        | 89 874      |
| 2008/09     | Chelsea (5)                 | 2:1      | Everton                 | New Wembley Stadium (Londýn)        | 89 391      |
| 2009/10     | Chelsea (6) ♦               | 1:0      | Portsmouth              | New Wembley Stadium (Londýn)        | 88 335      |
| 2010/11     | Manchester City (5)         | 1:0      | Stoke City              | New Wembley Stadium (Londýn)        | 88 643      |
| 2011/12     | Chelsea (7)                 | 2:1      | Liverpool               | New Wembley Stadium (Londýn)        | 89 041      |
| 2012/13     | Wigan Athletic              | 1:0      | Manchester City         | New Wembley Stadium (Londýn)        | 86 254      |
| 2013/14     | Arsenal (11)                | 3:2      | Hull City               | New Wembley Stadium (Londýn)        | 89 345      |
| 2014/15     | Arsenal (12)                | 4:0      | Aston Villa             | New Wembley Stadium (Londýn)        | 89 283      |
| 2015/16     | Manchester United (12)      | * 2:1 *  | Crystal Palace          | New Wembley Stadium (Londýn)        | 88 619      |
| 2016/17     | Arsenal (13)                | 2:1      | Chelsea                 | New Wembley Stadium (Londýn)        | 89 472      |
| 2017/18     | Chelsea (8)                 | 1:0      | Manchester United       | New Wembley Stadium (Londýn)        | 87 647      |
| 2018/19     | Manchester City (6)         | 6:0      | Watford                 | New Wembley Stadium (Londýn)        | 85 854      |
| 2019/20     | Arsenal (14)                | 2:1      | Chelsea                 | New Wembley Stadium (Londýn)        | 0           |
| 2020/21     | Leicester City              | 1:0      | Chelsea                 | New Wembley Stadium (Londýn)        | 20 000      |
| 2021/22     | Liverpool (8)               | † 0:0 †  | Chelsea                 | New Wembley Stadium (Londýn)        | 84 897      |